# Megaselia prachavali
Megaselia prachavali är en tvåvingeart som beskrevs av Ronald Henry Lambert Disney 2006. Megaselia prachavali ingår i släktet Megaselia och familjen puckelflugor.
Artens utbredningsområde är Thailand. Inga underarter finns listade i Catalogue of Life.